# 源田实
源田實（日语：／ Genda Minoru，1904年8月16日—1989年8月15日），出生于日本广岛县山县郡。前日本國會議員、日本航空自卫队將領及大日本帝国海军佐官。他因策划偷襲珍珠港而闻名，在海军的最高军衔是大佐，航空参谋神风特别攻击队的立案人之一。源田實對襲擊珍珠港並不後悔，称只是「我們不應該只攻擊一次，我們應該一次又一次地攻擊」。太平洋战争结束后担任航空自卫队第3任幕僚长（參謀長），官拜空將（上将）。退役后进入政界，當选为参议院议员。红十字飞行队的首任队长。

## 经历
1904年出生于广岛县山县郡加计町（现山县郡安艺太田町）的农家。从小憧憬当飞行员的源田实1921年从广岛第一中学校（现广岛县立广岛国泰寺高等学校）毕业后考入海军兵学校（海兵52期），并于1924年7月毕业。1928年11月30日加入霞浦航空队，1929年11月从第19期飞行学员班结业，同年日本海军航空母舰赤城、凤翔创建第一航空战队，次年6月源田被编入赤城号航空母舰。
1930年伦敦海军条约签署，美英日的主力舰比率定为5：5：3。此时世界海军列强还处于大舰巨炮主义，航空兵没有受到重视。源田却主张航空主导论。为了引起民众的关心和得到捐助，源田在日本各地进行飞行表演。他率领的三机编队受到欢迎被暱稱为“源田马戏团”。1938年11月末，作为日本駐英大使館武官辅佐派驻倫敦。在此期间见证了第二次世界大战中经典空战之一的不列颠空战。1940年10月初回国，11月升任中佐。

### 太平洋战争
源田实作为第一航空舰队航空参谋参加了太平洋战争中偷袭珍珠港，印度洋海战，中途岛海战等航空作战。偷袭珍珠港是继英军奇袭塔兰托之后又一次海军航空兵的成功运用。向世人昭示了崭新的海军战术战法。在听说日本海军建造大和号战舰之后，源田说“秦始皇建造万里长城成为千古笑柄，我们现在建造大和不也一样嗎”。他因为自己是航空兵出身所以一直主张战舰无用，航空为主的论调。
中途岛海战之后源田在航母瑞鶴上短期担任飞行长，立刻被调回大本营军令部第一课。委派其重组第一航空舰队（陆上基地）和神风特别攻击队的立案。为了夺回日本上空的制空权1944年末，源田以爱媛县松山为基地选拔了一批飞行菁英装备最新的紫电改组成第343海军航空队（第2代）。1945年3月19日迎击美军航空兵来袭的300多架舰载机。获得击落敌机57架，自己只有损失16架的战果（其实美军只损失飞机21架）。这支被称为“剑部队”的航空兵还多次阻击轰炸日本本土的B29轰炸机，直到战争结束。但是战后日美双方的对比资料显示战果并不如原先统计的那么辉煌。担任343海軍航空隊司令时，源田对部下表示决意夺回日本本土的制空权，45年3月19日大群美国舰载机来袭，尽管训练仍不足，源田说“这是古今少有的挑衅，你们要攻击敌战斗机，不要管轰炸机”。之后挑战三百架美国飞机，主张击落美机57架（战后查明14架），己方空战被击落13架，而获得当时难得的初阵战果。
剑部队的故事在1963年千叶彻弥改编为漫画『紫电改之鹰』同年东宝株式会社拍摄了电影『太平洋之翼』。使“源田司令”和“山本五十六长官”一样成为太平洋战争中家喻户晓的人物。

### 战后
1954年入仕防卫厅担任航空幕僚监部（航空自衛隊參謀部）装备部长，首任航空总队司令，第3任航空幕僚长。最終军衔是相當於上將的空將。因为洛克希德公司F-104星式战斗机的问题引咎辞职。1962年7月，以自民党候选人身份参加第6届参议院选举，得票数第5当选。比陆军参谋出身的辻政信多出73万票。此后连续4届当选，连任参议员职位达24年之久，因为日本宪法规定文人治国，有职业军人历史的源田从未进入内阁，但是在党务中掌管国防和宪法问题。源田还推举东京大轰炸策劃者、後昇任美國空軍參謀長的柯帝斯·愛默森·李梅领受勳一等旭日大綬章以表彰他在创建日本航空自卫队中所作的努力。此外源田实被怀疑和三无事件主谋有关。
源田实是天资聪颖的军人，但是对于反对意见采取否定的态度，凭借自己好恶制定作战计划。参政时期对右翼团体稻川会下属的黑社会组织大行社公然全面支持，也遭政治界批评。
源田实还提出在民航飞机被劫持的时候，乘客和机组乘务员应该系好安全带，驾驶员操纵飞机上下左右摇摆把犯人撞昏在墙壁上。这种激进的做法至今还没有被哪家航空公司采用过。
源田实晩年经常在厚木市爱名的自宅附近遛狗散步。他於1989年8月15日、终战44週年纪念日的那天去世。享年84岁。1980年代曾到过台湾，参加狼犬比赛担任审察员

## 人物評價
源田实是大日本帝国海军中的有名人物，在战后的影视媒体中也以正面形象登场，但是死后对其批评的声音不断增多。这些批评概括起来，原本认为他是海军內最了解航空兵价值的人，而实际上他对航空兵的理解十分狭隘，对舰载机以外的机种运用有很多问题。
例如，源田提倡的航空兵主导论在世界还是比较新颖的战术思想，其中重视轰炸机而轻视战斗机，源田正是持这种观点，因此致力于轰炸机飞行员的养成，削减战斗机飞行员。结果在中国抗日战争的渡洋轰炸时，长距离奔袭的轰炸机由于缺少战斗机护航而损失惨重。（实际上当时日本海军使用的九六式舰上战斗机的航程也无法对渡洋轰炸的轰炸机全程护航，因而后来开发零式时日本海军才会提出超长续航距离的要求。）
另外，源田还固执地坚持「单打独斗」的一对一格斗模式提倡提高操纵技能，极端反感战斗机装甲，而西方国家提倡的是「高速接近-袭击-撤退」一击不中全身而退的理念。飞机制造厂多次提议都被源田以「靠机械不靠技术只会增加胆小鬼」加以否决。因此随着战况推移，旧的机型没有作好好的改进造成和国外战斗机的差距拉大。
和源田同期毕业的柴田武雄是源田最大的批判者，在战斗机的开发和运用中都和源田对立。由于源田的影响最后海军采纳了源田的意见。从现在来看柴田的思想是正确的。同时当过柴田和源田双方部下的坂井三郎在战后的发言和著书中也直言不讳批评了源田。甚至源田的直属部下也对其颇有微词，例如在制定神风特别攻击队计划的时候，「聯合艦隊」司令部一度邀請「三四三航空隊」加入到「特別攻擊」部隊行列。源田幾次為此親自看望了軍營向該隊隊長志贺淑雄施加压力，但反被志賀嘲讽「如果要这么干，你（源田）驾驶一号机出征如何」。从此源田再也没有在志贺面前提出加入「特攻隊」的話。
神风特攻是源田立案由大西泷治郎实施。战后大西泷治郎切腹自杀，而源田却躲避了责任。此外源田和自杀炸弹樱花的开发也有牵连。
虽然源田实在偷袭珍珠港和组建第343海军航空队的时候功不可没，但是也同样必须承担中途岛海战和台湾空战失利的责任。
关于源田的飞行能力同样存在悬念。因为源田从未驾驶飞机参加过空战。“源田马戏团”的时候只不过是飞行表演和实际战场的复杂程度不可同日而语。战后源田大肆宣扬自己取得航空自卫队的噴射機驾驶执照。死后据担任源田飞行教官的飞行员所述，源田的飞行技术差得要命。不过关于这点也必须指出，源田毕竟很长时间没有接触飞机，而且噴射機和二战时候的活塞式飞机复杂程度也大不相同。前往美国考察购买战斗机的时候，源田还驾驶过公认难以驾驭的F-104。
源田在职航空幕僚长期间军衔是空將（三星中將）。在前往美国考察购买战斗机的时候以四星上將自居，因为没有受到上將的礼遇，就随便给自己加了一颗星。这件事明显违反了规定，但是后来没有給予处罚。

## 著作
- 『源田实语录 防卫和人生的思考』（善本社，1973年）
- 『风声不止』　（产经出版，1982年）
- 『海军航空队，出动』（文春文库，1997年） ISBN 4-16-731004-X
- 『海军航空队始末记』（文春文库，1996年） ISBN 4-16-731003-1
- 『真珠湾作战回忆录』（文春文库，1998年） ISBN 4-16-731005-8
- 『珍珠港 命运之日 日美开战的真相』（幻冬舎文库，2001年） ISBN 4-344-40131-X

## 脚注
1. ↑  日本自衛隊空將一般相當於中將，僅有擔任幕僚長職務的空將才具有上將階級
2. ↑  第一航空舰队司令长官南云忠一在航空方面几乎一无所知，参谋长草鹿龙之介也只是对气球和飞艇比较熟悉，因此在航空战方面是源田一个人在支撑场面，所以有人戏称第一航空舰队是「源田舰队」。
3. ↑  #海軍航空隊始末記330-331頁
4. ↑  ヘンリー境田『源田の剣』ネコパブリッシング5-6頁
5. ↑  菅野直等人以实名登场。但是作为司令的源田没有什么特别的表现。
6. ↑  三船敏郎化名“千田航空参谋”登场。
7. ↑  当时称为司令而不是司令官
8. ↑  源田在战后的自传中没有明确承担责任，而像是在谈论别人的问题。
9. ↑  后来甚至出现因为愤恨当年被源田强制转换科目而拒绝支持源田获得参议院候補资格的旧海军军人。
10. ↑  NHK特集「零战也有缺陷」中也有提到。由于战局恶化被不了了之。
11. ↑  柴田是战斗机无用论的反对者，在决定零式舰载机技术参数的时候，对源田只重视格斗性能忽略速度，牺牲武器和航程强烈不满
12. ↑  吉村昭的『零式战斗机』一书中提到源田和柴田为此争论的情景。
13. ↑  「没有决断力的指挥官，如果被源田不经实战的话所欺骗而作出错误判断的话，原本的胜仗也会打成败仗」　柴田武雄『源田实论』（人间新书，1971年）　秦郁彦『昭和史的军人们』（文艺春秋，1982年）
14. ↑  後來源田甚至因此被神风队员遗族们在战后神风队员纪念塔前围攻。

## 外部連結
- Goldstein and Dillon, The Pearl Harbor Papers: Inside the Japanese Plans book review
- Green, Michael, Arming Japan text on Google Books.